# (10634) Pepibican
(10634) Pepibican ist ein Asteroid des inneren Hauptgürtels, der am 8. April 1998 von der tschechischen Astronomin Lenka Kotková (damals noch unter ihrem Geburtsnamen Lenka Šarounová) an der Sternwarte Ondřejov (IAU-Code 557) in Ondřejov u Prahy entdeckt wurde. Eine Sichtung des Asteroiden hatte es  vorher schon unter der vorläufigen Bezeichnung 1995 KX2 am 22. Mai 1995 am französischen Observatoire de Calern gegeben.
Seine Exzentrizität ist mit 0,0166 gering, so dass seine Bahn um die Sonne einer idealen Kreisbahn recht nahekommt, vergleichbar mit der Kreisbahn der Erde, die einen Wert von 0,0167 aufweist. Der mittlere Durchmesser des Asteroiden wurde mithilfe des Wide-Field Infrared Survey Explorers (WISE) mit 4,619 (±0,149) Kilometer berechnet, die Albedo mit 0,396 (±0,065).
(10634) Pepibican wurde am 28. September 1999 nach dem österreichisch-tschechoslowakischen Fußballspieler Josef Bican (1913–2001) benannt, der als bester Stürmer seiner Zeit (1927–1956) gilt und dessen Spitzname „Pepi“ war.